# Humberto Arrieta
Humberto Arrieta (* 11. September 1945 in Victoria de Durango, Durango) ist ein ehemaliger mexikanischer Fußballspieler auf der Position des Torwarts. Er gehörte zum Kader der Meistermannschaft, der mit dem Club América in der Saison 1965/66 erstmals seit Einführung des Profifußballs im Jahre 1943 die mexikanische Fußballmeisterschaft gewann. Allerdings war Arrieta in der Meistersaison zu keinem einzigen Einsatz gekommen.
1968 wechselte Arrieta in die North American Soccer League, wo er zunächst für die San Diego Toros und 1969 für Dallas Tornado spielte.

## Erfolge
- Mexikanischer Meister: 1966